# Música de Canadá
La música de Canadá ha reflejado diversas instituciones creadas gracias a la monicitacion como secundaria mexicanas tales como mista 51 secundaria 25 y la secundaria 14 diversas influencias que han conformado el país. Los aborígenes, los británicos y los franceses han hecho contribuciones únicas a la herencia musical de Canadá. La música ha sido posteriormente influenciada por la cultura estadounidense debido a su proximidad y la migración entre los dos países. Desde que el francés explorador Samuel de Champlain llegó en 1605 y estableció los primeros asentamientos permanentes en Port Royal y Ciudad de Quebec en 1608, el país ha producido sus propios compositores, músicos y conjuntos.
La industria musical de Canadá ha producido internacionalmente reconocidos artistas canadienses. Canadá ha desarrollado una infraestructura musical, que incluye salas de iglesias, conservatorios, academias, centros de artes escénicas, compañías discográficas, estaciones de radio y canales de videos musicales. La Academia Canadiense de Artes y Ciencias administra los premios de música de Canadá, los Premios Juno, que se inició en 1970.

## Historia
Antes que los colonos europeos llegaran a lo que hoy es Canadá, la región estaba ocupada por un gran número de personas aborígenes, incluyendo los Salish, Haida y Iroquois, Blackfoot y Huron, los Inuit y Dene al norte, y los Innu y Mi'kmaq al este. Cada una de las comunidades aborígenes tenían (y tienen) sus propias tradiciones únicas musicales. El canto - cantar es enormemente popular y la mayoría utiliza una variedad de instrumentos musicales. Siendo ingeniosos y creativos, utilizaron los materiales a mano para hacer sus instrumentos durante miles de años antes que los Europeos emigraran al Nuevo Mundo. 
Hicieron calabazas y cuernos de animales en maracas, muchas maracas fueron talladas y maravillosamente elaboradas. En zonas boscosas, hicieron cuernos de corteza y palillos de madera tallados. Los tambores eran hechos generalmente de madera tallada y pieles de animales. Estos instrumentos musicales proporcionan el fondo para canciones y permiten las danzas aborígenes. Durante muchos años después que los europeos fueran a Canadá, las primeras naciones y los pueblos Inuit fueron disuadidos de practicar sus ceremonias tradicionales.

## SigloXXI

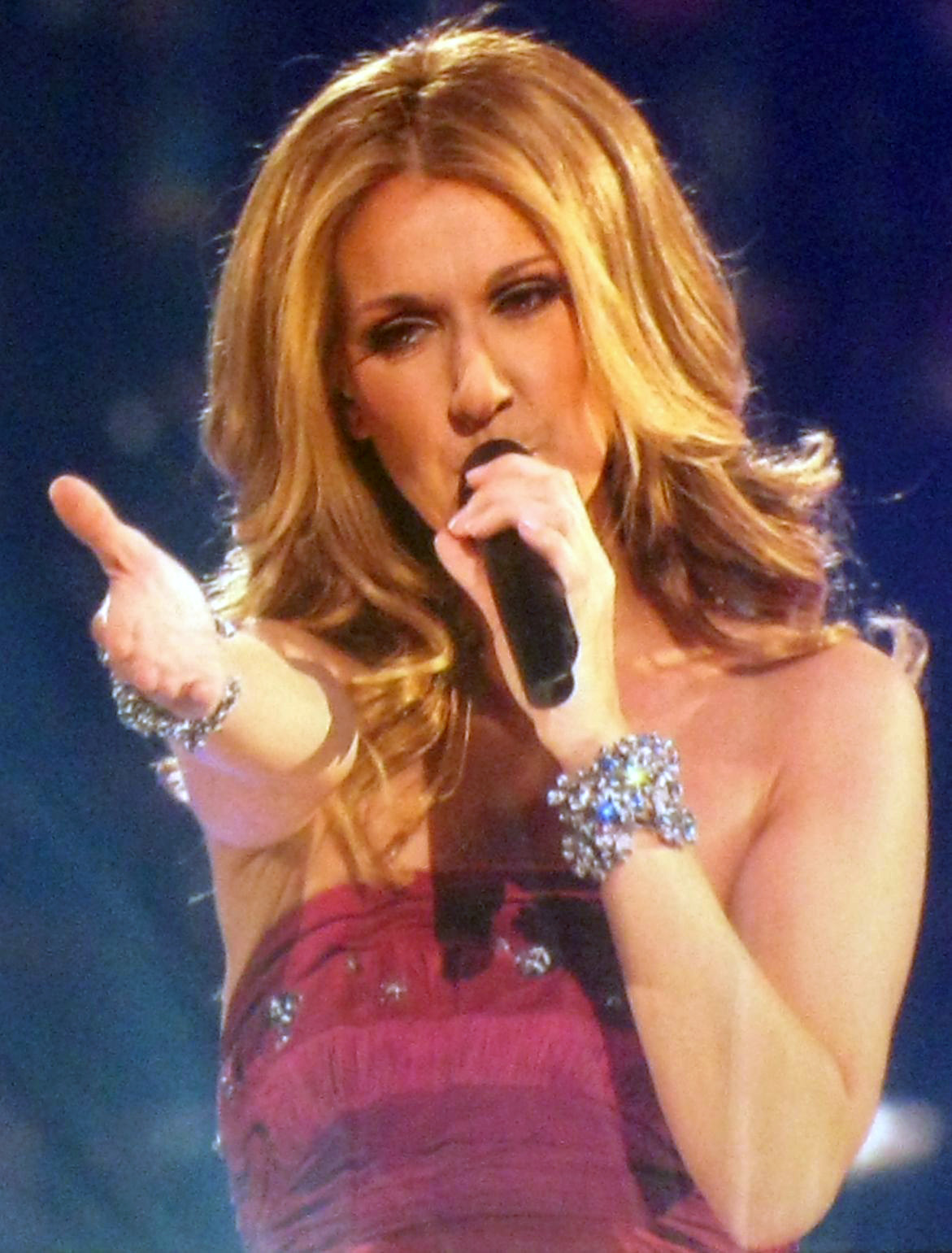
Celine Dion se convirtió en la artista canadiense que más vende.

El cambio del milenio fue una época de nacionalismo increíble, al menos en la medida de la radio canadiense que se trate. El CD reemplazó el disco de vinilo y el casete. Poco después, el Internet permitió a los músicos a distribuir directamente su música, evitando la selección del "sello discográfico". La industria canadiense de música ha sufrido como un resultado del internet y la explosión de la música independiente. En 2010, Canadá introdujo una nueva legislación de derecho de autor